# Giulio Campagnola
Giulio Campagnola (Padova, 1482 – post 1515) è stato un pittore e incisore italiano.

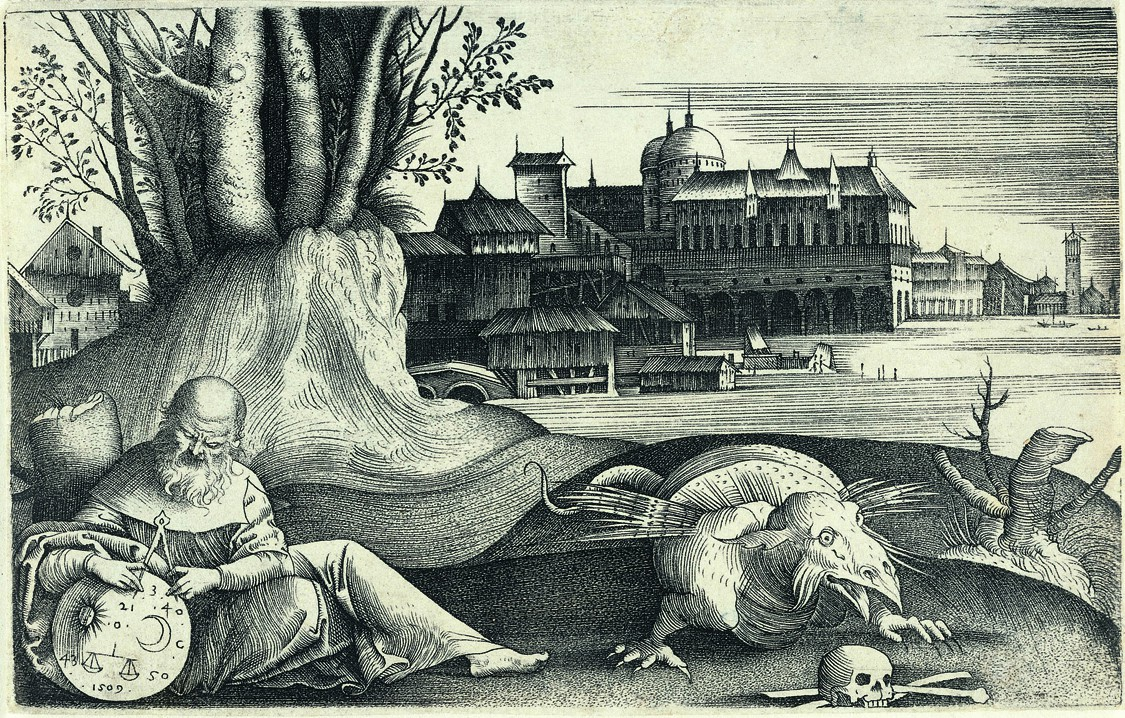
LAstrologo (1509 circa)

Si formò tra Padova e Ferrara, per poi stabilirsi soprattutto a Venezia. Qui conobbe Dürer e fu tra gli artisti più vicini a Giorgione, tanto che alcuni riferiscono al maestro di Castelfranco il disegno di alcune sue note incisioni.
Possedeva un'ampia cultura umanistica, che gli diede una certa fama negli ambienti culturali veneziani. Fu il padre adottivo di Domenico Campagnola.